# Tàu con rùa
Thuyền mai rùa (Hanja: 龜背船, Hán-Việt: quy bối thuyền, thuyền mai rùa, Geobukseon), là một loại tàu chiến lớn thuộc lớp Panokseon của Triều Tiên đã được sử dụng liên tục trong thời kỳ Nhà Triều Tiên từ đầu thế kỷ 15 cho đến thế kỷ 19.
Theo các tài liệu tham khảo đầu tiên, thế hệ thuyền mai rùa đầu tiên được gọi là Quy thuyền (귀선, 龜船, gwiseon), tức thuyền rùa, đến từ tài liệu ghi chép năm 1413 và 1415 trong Biên niên sử của Nhà Triều Tiên, trong đó đề cập đến trận chiến giữa một thuyền rùa và một tàu chiến Nhật Bản. Tuy nhiên, các thuyền rùa đầu tiên đã không được sử dụng do tính trù bị của hải quân của Triều Tiên giảm trong một thời gian dài tương đối hòa bình.
Thuyền rùa tham gia vào nhiều chiến công chống lại hải quân Nhật Bản trong cuộc xâm lược Triều Tiên (1592-1598) của Toyotomi Hideyoshi, gây tổn thất nặng cho quân Nhật. Tuy nhiên, vai trò lịch sử của họ có thể đã được phóng đại do "toàn bộ hạm đội Triều Tiên có lẽ đã không có hơn nửa tá tàu con rùa hoạt động tại một thời điểm". Đô đốc Triều Tiên Lý Thuấn Thần được cho là người thiết kế con tàu. Các tàu rùa của ông được trang bị ít nhất là năm khẩu pháo. Điểm nổi bật nhất của các con tàu này là chúng được che kín bởi các tấm ván và có gai sắt để ngăn cản kẻ thù cố gắng lên tàu.